# Тилеухан, Бекболат Канайулы
Бекболат Канайулы Тилеухан (род. 7 августа 1966, с. Атасу, Жанааркинский район, Карагандинская область, Казахская ССР, СССР) — казахский государственный и общественный деятель. Депутат Мажилиса Парламента Республики Казахстан (2004—2011, 2016—2021). Заслуженный артист Республики Казахстан (1996).

## Биография
Родился 7 августа 1966 года в посёлке Атасу, Жанааркинского района Карагандинской области. Происходит из подрода кушикбай-тока рода куандык племени аргын.
В 1993 году окончил Алматинскую государственную консерваторию им. Курмангазы по специальности «концертный исполнитель».
В 1995 году окончил аспирантуру Алма-Атинской государственной консерватории им. Курмангазы.
В 1998 году окончил Казахский государственный технический университет им. К. Сатпаева по специальности «инженер-металлург».
Имеет несколько научных работ по проблемам народного пения и исполнительского мастерства.
Автор музыки к песням на слова Главы государства Н. А. Назарбаева, к художественным фильмам.

## Трудовая деятельность
С 1992 по 2001 годы — Преподаватель, доцент, заведующий кафедрой Алма-Атинской консерватории.
С 1996 по 1997 годы — Руководитель фольклорного ансамбля Президентского оркестра при Республиканской гвардии.
С 1997 по 2001 годы — Художественный руководитель Президентского оркестра Республики Казахстан.
С 2001 по 2002 годы — Председатель комитета культуры Министерства культуры, информации и общественного согласия Республики Казахстан.
С 2002 по 2003 годы — Вице-министр культуры и общественного согласия Республики Казахстан.
С 2003 по 2004 годы — Вице-министр культуры Республики Казахстан.
С 2012 по 2016 годы — президент Ассоциации национальных видов спорта Республики Казахстан.

## Выборные должности, депутатство
С 2004 по 2007 годы — Депутат Мажилиса Парламента Республики Казахстан IІІ созыва
С 2007 по 2011 годы — Депутат Мажилиса Парламента Республики Казахстан ІV созыва
С 24 марта 2016 года по 29 декабря 2021 года — Депутат Мажилиса Парламента Республики Казахстан VІ созыва, избран по партийному списку партии «Нур Отан», член Комитета по социально-культурному развитию;

## Награды и звания
- 1992 — Лауреат Государственной молодёжной премии «Дарын»
- 1996 — Указом Президента Республики Казахстан награждён почетным званием «Заслуженный артист Республики Казахстан»
- 1998 — Государственная премия Республики Казахстан в области литературы и искусства за произведение «Тәуелсіздік толғауы» (совместно с Ериком Аскаровым).
- 2005 — Орден Парасат за особые заслуги в искусстве казахского народного творчества и активную общественную деятельность.[3]
- Благодарностью Президента Республики Казахстан с вручением нагрудного знака «Алтын Барыс».
- 2020 (5 октября) — Медаль «Народная благодарность» («Халық алғысы»)[4]
- 2021 (2 декабря) — Орден «Барыс» ІІІ степени;[5]
- Государственные юбилейные медали
- 2005 — Медаль «10 лет Конституции Республики Казахстан»;
- 2005 — Медаль «10 лет Парламенту Республики Казахстан»;
- 2008 — Медаль «10 лет Астане»;
- 2011 — Медаль «20 лет независимости Республики Казахстан»;
- 2016 — Медаль «25 лет независимости Республики Казахстан»;
- 2018 — Медаль «20 лет Астане»;
- 2020 — Медаль «25 лет Конституции Республики Казахстан»;
- 2021 — Медаль «30 лет независимости Республики Казахстан»;